# Neglelak
Neglelak er en lak, som anvendes på menneskers fingernegle eller tånegle for at dekorere og/eller beskytte neglene 